# Траммер-Зе
Траммер-Зе (нем. Trammer See) — озеро в районе Плён земли Шлезвиг-Гольштейн, Германия. Расположено севернее города Плён и является частью этого города и общины Ратенсдорф. На озере имеется три необитаемых острова, самый крупный из которых называется Гротер-Вардер (нем. Groter Warder). Протяжённость береговой линии составляет 7,9 км. С башни Парнаса в Плёне открывается прекрасный вид на озеро и его окрестности. На берегу озера имеется множество мест для купания.
Ранней весной и в начале лета с платформы, установленной активистами общества по защите орланов-белохвостов, можно наблюдать за гнездованием этих птиц.